# Daniel Manning

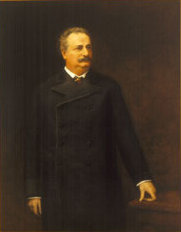
Porträt von Daniel Manning im Finanzministerium

Daniel Manning (* 16. Mai 1831 in Albany, New York; † 24. Dezember 1887 ebenda) war ein US-amerikanischer Journalist, Geschäftsmann, demokratischer Politiker und Finanzminister.

## Familie und berufliche Laufbahn
Der aus bescheidenen familiären Verhältnissen stammende Manning verließ bereits im Alter von elf Jahren die Schule, um durch Arbeit seine Familie finanziell zu unterstützen. Zuerst war er Page in der New York State Assembly, wo er später als Stenograf arbeitete. Anschließend war er Reporter für mehrere Zeitungen seiner Heimatstadt, ehe er 1856 zum Albany Argus wechselte, bei dem er 1865 zum Herausgeber und schließlich 1873 zum Eigentümer und Präsidenten aufstieg. Im gleichen Jahr wurde er Vizepräsident und dann 1881 Präsident der National Commercial Bank in Albany.

## Politische Laufbahn

### Funktionär der Demokratischen Partei
Manning begann nach seinem beruflichen Aufstieg seine politische Laufbahn als Unterstützer des Gouverneurs von New York, Samuel J. Tilden. Von 1874 bis 1880 war er Mitglied, dann ein Jahr Sekretär und schließlich von 1881 bis 1884 Vorsitzender der Demokratischen Partei von New York.
Daneben war er 1876, 1880 und 1884 Delegierter zur Democratic National Convention. 1880 war er Vorsitzender dieser Versammlung zur Nominierung des damaligen Präsidentschaftskandidaten Winfield Scott Hancock.

### Finanzminister unter Cleveland
Nach der Wahl von Grover Cleveland zum US-Präsidenten wurde er auf Vorschlag von Tilden durch diesen am 8. März 1885 zur Verwunderung vieler als Finanzminister ins Kabinett berufen.
Trotz der öffentlich geäußerten Kritik wurde er rasch einer der wichtigsten und einflussreichsten Berater des Präsidenten. Als konservativer Finanzpolitiker war ihm insbesondere die Schaffung eines Haushaltsüberschusses und Vermehrung der Goldreserve wichtig. Daneben drängte er den Präsidenten in Richtung einer Verminderung der Zölle. Sein Gesundheitszustand wurde jedoch im Laufe seiner Amtszeit zunehmend schlechter, so dass viele der Amtsgeschäfte bereits von seinem Stellvertreter Charles S. Fairchild wahrgenommen wurden. Am 31. März 1887 trat er schließlich wegen seiner Krankheit (Aneurysma) zurück und wurde am folgenden Tag durch Fairchild abgelöst.
Noch im Oktober 1887 wurde er Präsident der Bank of New York.